# 마쓰다이라 노부요시 (1580년)
마쓰다이라 노부요시(일본어: 松平信吉, 1580년 ~ 1620년 8월 28일)는 아즈치모모야마 시대부터 에도 시대 초기의 무장, 다이묘이다. 히타치 쓰치우라 번 제2대 번주, 고즈케 다카사키번주, 단바 사사야마 번 초대 번주를 지냈다. 후지이 마쓰다이라 가(藤井松平家嫡流) 제3대 당주.
친부는 사쿠라이가의 당주 마쓰다이라 다다요시이다. 후지이 가의 당주 마쓰다이라 노부카즈의 아들 마쓰다이라 히사키요가 악상(惡喪)으로 세상을 뜨자 노부요시를 데릴사위로 후지이 가의 대를 잇게하였다.
| 전임 마쓰다이라 노부카즈 | 제3대 후지이 마쓰다이라 가 당주 1604년 ~ 1620년 | 후임 마쓰다이라 다다쿠니 |

| 전임 마쓰다이라 노부카즈 | 제2대 쓰치우라 번 번주 (후지이 마쓰다이라 가) 1604년 ~ 1617년 | 후임 니시오 다다나가 |

| 전임 마쓰다이라 야스나가 | 다카사키번 번주 (후지이 마쓰다이라 가) 1617년 ~ 1619년 | 후임 안도 시게노부 |

| 전임 마쓰다이라 야스시게 | 제1대 사사야마 번 번주 (후지이 마쓰다이라 가) 1619년 ~ 1620년 | 후임 마쓰다이라 다다쿠니 |